# Bouarfa (Algeria)
Bouarfa è un comune dell'Algeria, situato nella provincia di Blida.